# Chorodna praetextata
Chorodna praetextata är en fjärilsart som beskrevs av Felder 1874. Chorodna praetextata ingår i släktet Chorodna och familjen mätare. Inga underarter finns listade i Catalogue of Life.